# Юдин, Николай Прокофьевич
Юдин Николай Прокофьевич (10 августа 1932, Одесса — 4 января 2006, Москва) — советский и российский физик, специалист в области ядерной физики и физики элементарных частиц. В 1955 году окончил физический факультет МГУ. С 1960 г. и до конца своей жизни работал доцентом кафедры физики элементарных частиц МГУ. Является автором цикла работ по ядерной физике и физике элементарных частиц, учебников по ядерной физике и физике элементарных частиц.